# Domsten-Viken naturreservat
Domsten-Vikens naturreservat ligger norr om Grå läge, längs kusten upp mot Viken, inom Helsingborgs kommun. Reservatet är ett 10,2 hektar stort kusthedsområde, skyddat som statligt naturreservat och Natura 2000-område. Området blev naturreservat 1984, och utvidgades 1991. Kustheden ingick förr i den över 17 000 tunnland stora allmänningen Kulla fälad och användes inom denna som en täkt för tång och sten. Spår av täkterna kan idag ses genom ett antal svackor i marken. Den södra delen av området var uppodlat fram till 1940-talet och i den norra delen planterades under 1800-talet talldungar för att binda flygsanden i området. Kusten består här av ett invecklat strandvallssystem som bildats av att havsytan förr legat högre än idag.
Kusthedarna utgör en rest av den hedvegetation som förr dominerade längs kusterna, men som numera endast finns bevarad på ett fåtal ställen. Marken består av ett tunt sandskikt över steniga jordar, som på sina ställen har gått i dagen. Nära kusten finns ett smalt område vandrande sanddyner och längre in består området av mer permanenta och bevuxna sanddyner. Vegetationen utgörs till största delen av ljunghed med mattor av kråkbär och andra ris, men det förekommer även tidiga successionsstadier av borsttåtelhed. En del av de bevuxna sanddynerna består av en örtvegetation, som domineras av fårsvingel, men även backtimjan, gråfibbla, harklöver och rotfibbla. I de norra delarna rinner en bäck, vilket ger en något mer fuktig vegetation, dominerad av jätteloka och mjölkört. Här finns även fackelblomster, videört, älgört och inslag av den mycket sällsynta jättefräken. Ovanför högvattenlinjen växer vresrosor som spridits från trädgårdarna och inte är en del av den naturliga vegetationen. Dessa bekämpas därför genom avhuggning. År 2019 grävdes alla vresrosor upp och sanddynerna återställdes i samband med Region Skånes projekt LIFE Coast Adapt.

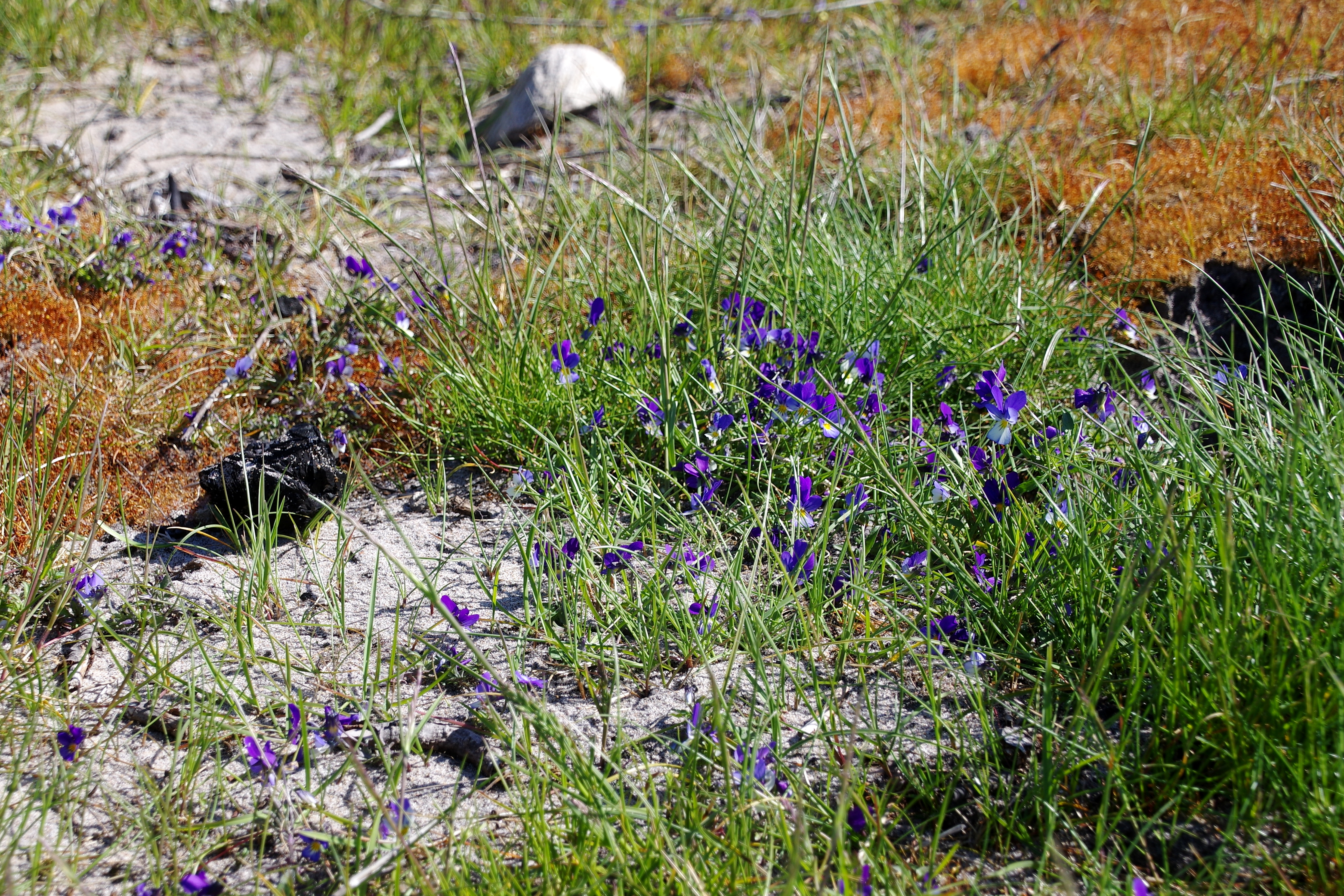
Styvmorsviol på kustheden.